# إيمي تانر
إيمي تانر (بالإنجليزية: Amy Tanner)‏ هي عالمة نفس أمريكية، ولدت في 21 مارس 1870 في أواتونا في الولايات المتحدة، وتوفيت في 1 فبراير 1956 في ورسستر في الولايات المتحدة.